# Хотулев, Иван Тимофеевич
Иван Тимофеевич Хотулев (1904—1965) — советский военный деятель, полковник (1945).

## Биография
Родился 14 сентября 1904 года в деревне Садовка, ныне Починковского района Смоленской области. В 1923 году начал трудовую деятельность в качестве председателя сельсовета. До 1939 года занимал руководящие должности в гражданских организациях.
Член ВКП(б) с 1939 года. В Красной Армии с 20 мая 1939 года, был призван Ухтомским РВК Московской области.
Участник финской компании (1939—1940) и Великой Отечественной войны (с июня 1941 года). Осенью 1941 года находился на временно оккупированной территории Смоленской области на своей малой Родине; был оставлен советским командованием для выполнения специальных заданий в тылу у немцев. Являлся руководителем одной из групп подпольщиков. С весны 1942 года был назначен начальником штаба 5-го партизанского стрелкового полка имени Сергея Лазо. В декабре 1942 года был назначен начальником специальной школы при разведывательном отделе штаба Западного фронта.
С 20 июля 1944 года служил начальником Оперативного отдела штаба 74-го стрелкового корпуса 1-й гвардейской армии, а затем — начальником штаба корпуса. Управлял боевыми действиями войск корпуса, сломив сопротивление противника на западном берегу реки Стрыпа, развивая успех наступления, форсировали реку Днестр, прикрыв отход отсюда Станиславской группировки войск немцев. Преследуя противника, соединения корпуса овладели городом Калуш, чем способствовали взятию города Станислав.
С января 1945 года управлял оперативным отделом штаба 74-го стрелкового корпуса в составе 6-й армии 1-го Украинского фронта в ходе подготовки к прорыву сильно укреплённой обороны противника в районе северо-западнее города Сандомира и в ходе других наступательных операций, в итоге которых корпусом были заняты города Опатув, Островец, Скаржиско-Каменка и сотни населённых пунктов, нанесены огромные потери противника в живой силе. Образцово организовал работу Оперативного отдела по управлению частями и соединениями корпуса в боях по разгрому окруженных войск противника под Бреслау и овладению городом.
В 1953—1960 годах — начальник курса слушателей Военного финансово-экономического факультета при Московском финансовом институте.
Демобилизовавшись в 1960 году в звании полковника, работал помощником директора ВНИПП по кадрам.
Ушёл из жизни в июле 1965 года.

## Награды
- был награжден орденом Ленина (09.07.1942), двумя орденами Красного Знамени (03.1940, 14.05.1945), орденами Отечественной войны I-й (12.08.1944) и II-й степеней (06.02.1945), а также медалями, в числе которых «Партизану Отечественной войны» I-й степени (12.1943)[1].